# Американска нощ
„Американска нощ“ (на френски: La Nuit américaine) е френски филм от 1973 година, трагикомедия на режисьора Франсоа Трюфо по негов сценарий в съавторство със Сюзан Шифман и Жан-Луи Ришар.

## Сюжет
В центъра на сюжета е снимачният екип при снимките на мелодраматичен филм и взаимоотношенията между различни участници в него. 

## В ролите
| Изпълнител        | Роля                  |
| ----------------- | --------------------- |
| Жаклин Бисет      | Джули Бейкър          |
| Жан-Пиер Лео      | Алфонс                |
| Жан-Пиер Омон     | Александър            |
| Франсоа Трюфо     | Феран, режисьора      |
| Валентина Кортезе | Северина              |
| Дани              | Люси                  |
| Александра Стюарт | Стейси                |
| Жан Шампион       | Бертран               |
| Натали Бай        | Жоел                  |
| Дейвид Маркъм     | доктор Нелсон         |
| Найк Ариги        | Одил                  |
| Греъм Грийн       | застрахователен агент |

## Награди и номинации
„Американска нощ“ получава награда „Оскар“ за чуждоезичен филм и е номиниран в 3 други категории, номиниран е за 2 награди „Златен глобус“ и печели наградите на БАФТА за режисура, най-добър филм и поддържаща женска роля.